# Kia Forum
Kia Forum (trước đây được gọi là The Forum) là một nhà thi đấu đa năng nằm ở Inglewood, California, Hoa Kỳ. Nhà thi đấu tiếp giáp với Los Angeles. Nằm giữa Đại lộ Manchester, giao của đường Pincay Drive và Kareem Court, nhà thi đấu này nằm ở phía bắc của Sân vận động SoFi và Sòng bạc Hollywood Park, cách Sân bay quốc tế Los Angeles (LAX) khoảng 3 dặm (4,8 km) về phía đông. The Forum được khánh thành vào ngày 30 tháng 12 năm 1967.
Từ năm 1967 đến năm 1999, The Forum là sân nhà của Los Angeles Lakers thuộc Giải bóng rổ Nhà nghề Mỹ (NBA) và Los Angeles Kings thuộc National Hockey League (NHL) trước khi cả hai đội chuyển đến Crypto.com Arena (trước đây được gọi là Trung tâm Staples) của Los Angeles Clippers thuộc NBA. Từ năm 1997 đến năm 2001, The Forum cũng là sân nhà của Los Angeles Sparks thuộc WNBA trước khi đội cũng chuyển đến Crypto.com Arena.
The Forum trước đây được gọi là Great Western Forum, và được đặt biệt danh là "The Fabulous Forum" bởi phát thanh viên lâu năm của Lakers, Chick Hearn. Nhà thi đấu còn được gọi một cách không chính thức là LA Forum để phân biệt với những địa điểm khác cũng có tên gọi là "Forum".